# Aurea volumnia
Aurea volumnia är en fjärilsart som beskrevs av Hans Fruhstorfer 1912. Aurea volumnia ingår i släktet Aurea och familjen juvelvingar. Inga underarter finns listade i Catalogue of Life.